# Textilkontor (Erfurt)

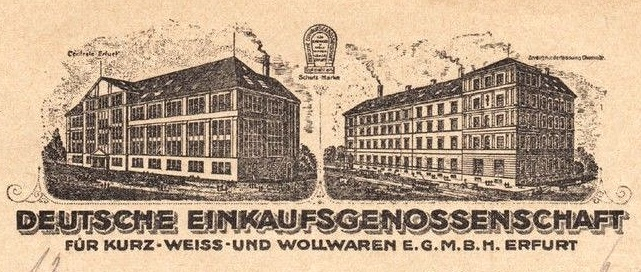
Abbildung des Erfurter Zentrale (links) und der Chemnitzer Niederlassung (rechts) auf dem Briefkopf der Einkaufsgenossenschaft (ca. 1920)

Das Textilkontor war ein ab 1912 erbautes kombiniertes Lager- und Bürogebäude in Erfurt, Theo-Neubauer-Straße 25. Es stand unter Denkmalschutz, verfiel aber ab 1990 mangels Nutzung und wurde schließlich im Dezember 2014 abgebrochen.

## Geschichte
Das Gebäude wurde für die 1900 in Gera gegründete Deutsche Einkaufsgenossenschaft für Kurz-, Weiß- und Wollwaren eGmbH errichtet, die 1947 in der britischen Besatzungszone als Deutsche Einkaufsgenossenschaft für Textilwaren eGmbH mit Sitz in Neuss fortgeführt wurde. Diese Genossenschaft gehörte zu den größten in der Textilbranche und erreichte im Geschäftsjahr 1925 einen Warenumsatz von 12.212.000 Reichsmark. Zur gleichen Zeit wurde für die Genossenschaftszentrale in Erfurt eine Grundstücksfläche von 8.200 m² und eine Nutzfläche von 10.600 m² in fünf Geschossen angegeben.
Der Neubau stand im Inneren einer geschlossenen Blockrandbebauung mit Wohnhäusern und war dem nördlich gelegenen, nicht erhaltenen Vorderhaus Müfflingstraße 25 (nach 1945 Theo-Neubauer-Straße 25) zugeordnet. Konstruiert war das Gebäude als Stahlbeton-Skelettbau, die Fassaden waren neoklassizistisch gestaltet, das Dach mit Ziegeln eingedeckt.
Der erste Bauabschnitt von 1912, dessen Nordfassade durch eine grafische Darstellung im Briefkopf der Genossenschaft dokumentiert ist, umfasste den westlichen Teil des Gebäudes mit fünf Achsen und den dreiachsigen, übergiebelten Risalit, später wurde der Bau nach Osten um fünf Achsen und einen zweiachsigen Risalit erweitert. An der südlichen Längsseite des Bauwerks gab es drei einachsige Vorbauten für die Vertikalerschließung durch Treppen und Aufzüge. Charakteristisch waren auch die Drillingsfenster auf beiden Längsseiten des Gebäudes. Zum Architekten des Gebäudes machen die jüngeren Quellen keine Angaben.
1939 wurde eine erneute Erweiterung um zwei großzügige Seitenflügel geplant, die jedoch kriegsbedingt unterblieb. 1950 gehörte das Gebäude dem Verband Thüringer Konsum, Abteilung Textil, danach der Großhandelsgesellschaft (GHG) Textilwaren. Seit 1990 stand es leer, verfiel und wurde zunehmend eine Belastung für die Anwohner.